# GNR (banda)
GNR (sigla de Grupo Novo Rock) é uma banda portuguesa de pop rock, formada no Porto, em setembro de 1980, por Alexandre Soares (vocal e guitarra), Vitor Rua (guitarra) e Tóli César Machado (bateria). O grupo surgiu no período denominado "boom do rock português", mas os elementos da banda consideram que estiveram à margem do fenómeno, pois quebraram barreiras e criaram uma nova sonoridade em Portugal. Atualmente a banda é constituída por Tóli César Machado (guitarra, teclas e acordeão), Jorge Romão (baixo) e Rui Reininho (vocal).
O estilo musical do início da carreira , patente nos singles "Portugal na CEE" e "Sê Um GNR", ambos de 1981, em que tiveram uma orientação amplamente provocadora, pode ser classificado como pós punk. A utilização da sigla "GNR" originou polémica com a organização do mesmo nome. Com a entrada de Rui Reininho, ainda em 1981, a escrita das canções começou a conter um refinado humor e sarcasmo, complementadas por composições engenhosamente mirabolantes, que passaram a ser a imagem de marca da banda. Posteriormente exploraram vertentes de música experimental e pop de vanguarda no primeiro álbum, Independança (1982), que resultou num fracasso nas vendas mas com rasgados elogios da crítica musical. Após algumas mudanças no seio da formação, seguiram uma tendência maioritariamente pop rock com destaque para os álbuns Psicopátria (1986) e Valsa dos Detectives (1989) que conquistaram discos de prata. No álbum In Vivo (1990) ultrapassaram as 60 mil cópias vendidas, obtendo a platina, mas foi com Rock in Rio Douro (1992) que atingiram o apogeu da carreira arrecadando quatro discos de platina e a proeza de serem a primeira banda portuguesa a realizar concertos que encheram dois estádios de futebol – Estádio José Alvalade (1992) e Estádio das Antas (1993). Os temas mais conhecidos são "Portugal na CEE", "Dunas", "Efectivamente", "Vídeo Maria", "Sangue Oculto", "Pronúncia do Norte", "+ Vale Nunca", entre outros, incluídos no repertório habitual dos concertos.
Participaram em eventos de relevância musical, tais como o Rock in Rio ou Super Bock Super Rock, bem como a distinção por diversas ocasiões como uma das melhores bandas de pop rock nacional. Em 2005 obtiveram o reconhecimento ao serem condecorados com a "Medalha de Mérito Cultural" das mãos do Presidente da República Portuguesa Jorge Sampaio e, em 2016, receberam da Sociedade Portuguesa de Autores a "Medalha de Honra da SPA". Em 2014 tornaram-se discograficamente independentes com a criação da editora própria. Realizaram várias ações de sensibilização social e filantrópicas.

## História

### Formação e primeiros tempos (1980–1981)

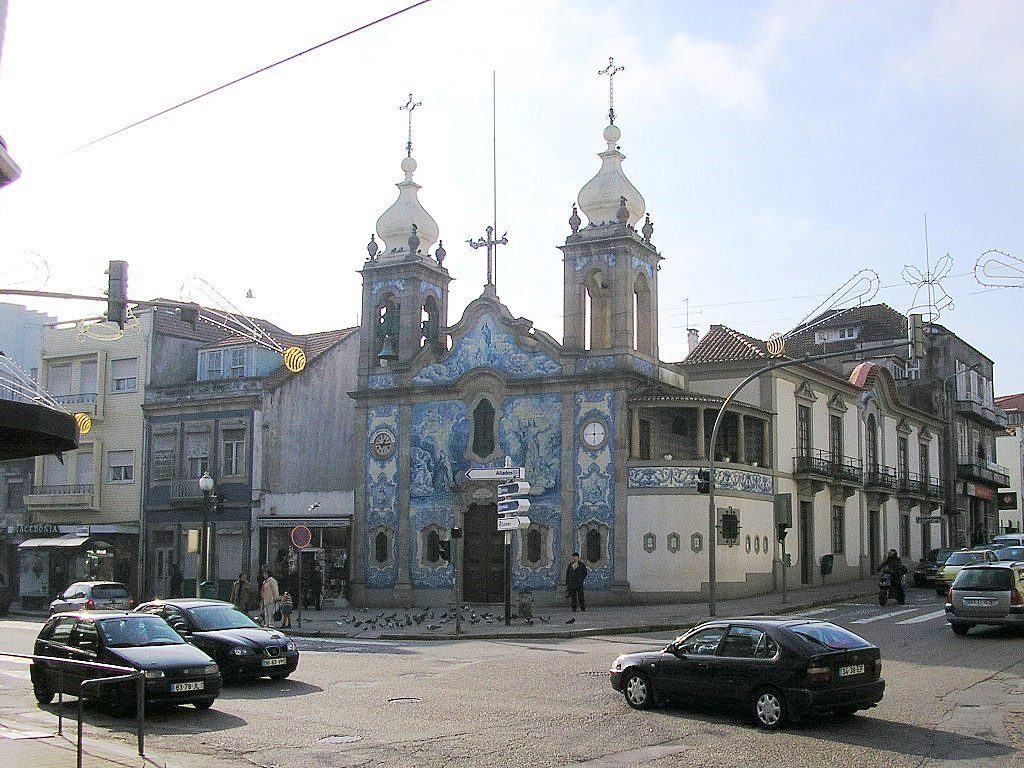
Carvalhido e a igreja onde decorreu o concerto de estreia, no Porto, cidade natal da banda.

Alexandre Soares começou na adolescência a tocar guitarra clássica e a partir dos 18 anos iniciou-se na guitarra elétrica. Posteriormente tocou com os Pesquisa que vieram mais tarde a tornar-se nos Táxi. Em 1980 esteve à procura de elementos para formar uma banda. Vítor Rua, que atuava com a sua formação musical dessa época (King Fisher's Band), foi abordado pelo Alexandre Soares no final de um concerto e iniciaram uma conversa, na qual descobriram coisas em comum, nomeadamente uma vontade de criar um grupo e experimentar novas ideias musicais. Vítor confirmou que: "nessa mesma noite marcámos um encontro na minha garagem (que seria o local de ensaios dos GNR) para tocarmos juntos". Os encontros sucederam-se e aperceberam-se que necessitavam de um baterista, que viria a ser Tóli César Machado, após a sua estreia ao vivo no Colégio Alemão, no Porto, por volta dos 18 anos de idade, a convite de amigos que tinham uma banda e frequentavam essa escola. A vaga que surgiu na bateria fora ocupada com dedicação e originalidade técnica deixando a plateia deslumbrada. Alexandre Soares, espetador atento, não hesitou em convidar Tóli para dar início à criação do projeto tão aguardado. Nasciam assim os GNR, em setembro de 1980, no Porto, nas mãos de Alexandre Soares, Vítor Rua e de Tóli César Machado, que é o único elemento fundador resistente. Alexandre encarou o nascimento dos GNR como uma inevitabilidade, ao afirmar: "É aquela coisa das bandas de garagem, (vamos fazer, vamos fazer). Mas depois fizemos mesmo. Era para fazer". E prosseguiu: "O que na altura foi importante para nós é que um gajo sentia que era o momento. Não interessa se era urgente, era o momento". Alexandre refere a motivação que o levou a criar a banda: "Eu estava no curso de Direito, o Vítor queria ser músico profissional, disse-me isso de caras. Não era uma banda para entreter, era para mudar", concluiu.
Com o grupo formado pelos três músicos, houve a fase de criação do nome oficial e uma das hipóteses começou por ser "Trompas de Falópio", que foi excluído, prevalecendo a sigla GNR, por consenso geral. Mas o nome não foi escolhido ao acaso, segundo a afirmação de Tóli: "Havia aquela associação com os Police. GNR era uma coisa muito new wave e fazia todo o sentido." Outro nome que chegou a ser ponderado foi "Pastorinhos de Fátima", mas foi descartado por ter uma conotação demasiado religiosa. Começaram a ensaiar numa pequena garagem na rua Airosa, situada em Francos (Porto), e convidaram a estreante Isabel Quina para ser a primeira vocalista do grupo. De seguida entrou o baixista Mano Zé, que já tinha tocado com Rui Veloso. O primeiro concerto aconteceu em 1981 na Igreja do Carvalhido, no Porto, e marcou oficialmente o início dos GNR. Ao palco subiram os três fundadores juntamente com Mano Zé, que tinha um amigo que emprestou a bateria, e a Isabel, com um visual muito new wave, que abandonou a formação pouco depois desse concerto. As músicas que foram interpretadas pela vocalista eram todas em inglês, inclusive o tema que tanto sucesso fez, o "Portugal na CEE", que na versão inglesa chamava-se "She Is Walking". Posteriormente adaptaram a canção para português, por sugestão da Valentim de Carvalho, com a qual assinaram o primeiro contrato discográfico e que propôs-lhes que começassem a cantar na língua materna. Desde o início de carreira, a sonoridade da banda foi marcada por vários estilos próprios, com influências no pós-punk, pop de vanguarda, rock de massas e new wave. A identidade estética que nasceu foi "uma coisa muito natural. (...) Houve uma conjugação de vários estilos", segundo a revelação de Tóli.

### Estilo inovador e as mudanças na formação (1981–1985)
Em março de 1981 lançaram o single "Portugal na CEE", com o tema "Espelho Meu" no lado B, que alcançou grande sucesso com vendas que superaram os 15 mil exemplares. Mano Zé deixou a banda e foi substituído por Miguel Megre. Lançaram em outubro o segundo single "Sê Um GNR" alcançando também um bom nível de vendas, com 20 mil cópias, mas a canção foi considerada uma provocação à guarda da GNR, pela descrição do trecho: "GNR, eu quero ser, GNR/ Vem ser um gordo da GNR". Miguel Megre foi coautor do tema "Instrumental Nº 1", no lado B.

Logotipo da banda em 1981

Em setembro de 1981, Rui Reininho entrevistou os elementos da banda para um jornal do Porto, com o qual trabalhava, e foi convidado para integrar a formação na qualidade de vocalista, ficando Alexandre Soares apenas como guitarrista, como era o seu desejo, uma vez que não gostava de cantar. O cantor, performer e letrista, trazia no currículo a experiência e um estilo artístico, adquiridos de certa forma na Anar Band – projeto de música experimental na variante eletrónica – que era do conhecimento geral. A entrada de Reininho veio numa altura em que a banda estava a atravessar algumas disputas e serviu de elo estabilizador, tal como referiu Alexandre: "Tenho a impressão de que se ele não entrasse as divergências entre nós eram tão grandes que a gente estourava." O músico fundador recordou ainda o início da integração de Reininho na banda, afirmando: "Era um grande performer, que escrevia bem. Quando ele entrou, deu alguns problemas nos concertos. Havia gente que estava habituada ao grupo anterior e ainda levamos porrada durante algum tempo." E concluiu: "O Rui ainda levou alguma porradita. O Vítor também, quando mudou um bocado de visual. Na altura os concertos quando davam porrada, era a desviar de garrafas."

O novo vocalista deu origem a uma mudança no conteúdo lírico, elevando a banda a um novo patamar. Reininho começou a trabalhar os temas do primeiro álbum e gravou os ensaios em cassetes, para depois compor as letras a partir das músicas. As letras contêm humor, sarcasmo e extravagância, características que passaram a ser uma marca da banda. A imprensa confirmou que o disco se chamaria Independança ou "In-de-pé-dança", que foi editado em 1982 e recebido pelo público com algum desinteresse e sem sucesso nas vendas, contrastando com o aplauso generalizado da crítica.

" Rui Reininho estendido no palco entre um emaranhado de fios telefónicos, gritando "Avarias" com expressão demoníaca, Miguel Megre fleumático, disparando delirantes efeitos de sintetizador, Tóli demolidor na bateria certeira e Vítor Rua, com uma camisola com a fotografia do Pápa, percorrendo as escalas sem tastos do baixo (...) – eis o climax do "happening" dos GNR no velho e "Kitsch" Ritz Club, em Lisboa. Ao vivo, num clube (...) apresentaram os GNR, na madrugada de terça-feira, o álbum Independança."

– Concerto dos GNR no Ritz Club, em 1982.
Desse trabalho proveio o single "Hardcore (1º Escalão)", tema em inglês, que teve direito a teledisco. Alexandre saiu da banda após a apresentação do disco no Ritz Club e, com a saída, verificaram-se mudanças relevantes nas composições. Os problemas internos persistiram, levando também à saída de Miguel Megre. Em agosto de 1982 atuaram em trio na segunda edição do Festival de Vilar de Mouros. Pouco depois Nuno Rebelo (vindo dos Street Kids) entrou para baixista e Vítor Rua passou do baixo para a guitarra. Com a nova formação fizeram alguns concertos e gravaram um máxi single com uma versão de "Soul finger" (dos The Bar-Kays) e um tema original no lado B. No entanto, pouco depois da gravação, Rua e Rebelo resolveram abandonar o grupo e esse disco nunca chegou a ser editado. Vítor Rua formaria os Telectu e Nuno Rebelo os Mler ife Dada.
Em 1983, estando apenas Tóli e Reininho na formação, ambos decidiram convidar Alexandre Soares para regressar à banda. Faltando ainda um baixista, foi no local de ensaios dos Bananas (futuros Ban) ocupado temporariamente também pelos GNR, que aconteceu o "rapto" de Jorge Romão que tinha iniciado a sua carreira musical há três meses, precisamente como baixista. Tóli é o primeiro a reconhecer que o recrutamento do Rui Reininho mudou o paradigma da banda, ao afirmar: "A chegada dele (para substituir o provisório Alexandre Soares que, por sua vez, já tinha substituído a relâmpago Isabel Quina) não foi uma revolução nem uma tomada de poder. Também foi uma escolha minha", esclarece. "Uma escolha feliz. Nunca me senti confortável com as letras nem com quem cantava antes do Rui. O que ele escreve pode nem sempre ser muito musical mas tem sempre muito substrato." Tóli manifesta a opinião sobre as letras das canções que Reininho compõe, e Jorge Romão acrescenta: "O Rui faz literatura, as letras são a segunda vida dos GNR". Contudo, é importante distinguir os diferentes papéis que cada membro do trio desempenha, dado que "O Rui não faz música, faz letras", retificou Tóli. O músico compositor lembra que: "Às vezes, acontece uma coisa muito desagradável, que é darmos um concerto e no fim vermos alguém a abraçá-lo e dizer: “Ó Reininho, gosto tanto da sua música.” Um gajo está ali ao lado e pensa: “What?! O quê?!”, confidenciando como é ingrato não ser devidamente reconhecido pela criação da componente musical dos GNR, que é maioritariamente da sua autoria. Em junho de 1983, lançaram o máxi single "Twistarte" que, além do tema homónimo, inclui as faixas "Tv Mural" e "General Eléctrico". A capa do disco é da autoria de Fernanda Gonçalves que trabalhou também a capa do disco seguinte. Entretanto entrou Manuel Ribeiro para as teclas.
Em outubro de 1984, editaram o segundo álbum de estúdio Defeitos Especiais que os levou a uma digressão por Espanha e França. A gravação durou vários meses e gerou a seguinte opinião entre os elementos: "Este álbum é aquele em que a relação entre os poemas e as músicas é mais forte". Foi extraído o tema "I Don´t Feel Funky (Anymore)", no formato máxi single, cantado em português, inglês e italiano, e o grupo qualificou-o como "um western spaghetti de produção nacional". As vendas ficaram aquém do esperado apesar de ter sido aclamado pela crítica. A editora gostou do resultado e continuou a apostar no grupo. O disco foi trabalhado na cave da casa de Alexandre Soares, que tornou-se no novo local de ensaios da banda. Nesse ano foram considerados a melhor banda ao vivo pelo programa de António Sérgio, "Som da Frente", na Rádio Comercial. O terceiro álbum de estúdio Os Homens Não Se Querem Bonitos foi editado em julho de 1985, obtendo sucessos como os temas "Dunas" e "Sete Naves". O disco foi também lançado em Espanha, levando a banda a novas incursões por esse país, e foi produzido um teledisco em Madrid para promover "Dunas". Anos depois, Tóli fez a seguinte avaliação: "Os Homens Não Se Querem Bonitos é o que eu chamo de manta de retalhos. Uma confusão. Tem muitas coisas impostas pelo Alexandre que não fazem sentido (...) Há ali muita coisa que não devia lá estar, que é exagerada. O complexo do experimentalismo."
A tentativa de engavetar os GNR no boom do rock português aconteceu por aproveitamento comercial, dizem uns, e apesar de não ouvirem rock português, não falarem sobre rock e de acharem pirosos muitos dos grupos da altura, dizem outros. Iam beber a outros territórios e eram órfãos em território virgem. Os blues não lhes interessavam e preferiam a new-wave e o punk, moviam-se a combustíveis diferentes. Pareciam bastante mais urgentes e insubmissos do que a maior parte das bandas que nasciam em Portugal. (...) Apesar de a história os ter registado como pares das bandas de então, os GNR fizeram sempre os possíveis para ficar à margem do fenómeno e os seus membros fazem questão de o sublinhar a intenção de quebra com tudo ficou desde logo registada no nome.— André Gomes, jornalista da Blitz, corrobora o estilo inovador da banda.

### Afirmação e a consolidação do sucesso (1986–1989)
"No Psicopátria a maior parte das canções são minhas e há a oportunidade de tentar fazer um disco de canções à séria, que se conseguiu muito bem (...) Sentíamos-nos bem a tocar aquilo, funcionava e era bom. Já havia coisas que soavam mais a canção, com cabeça, tronco e membros: Tinha um refrão, uma bridge. Nem sempre o tínhamos conseguido fazer e ali conseguimos (...) Se calhar, foi esse disco que nos empurrou um bocadinho para cima."

– Tóli fala da mudança de sonoridade com a edição de Psicopátria.
Em setembro de 1986 lançaram o quarto álbum de estúdio, Psicopátria, que conquistou o galardão de prata, graças a temas como "Efectivamente", "Pós Modernos" ou "Bellevue". A capa do disco é um desenho de Fátima Rolo Duarte, baseada numa fotografia antiga da Ribeira portuense, da autoria de Beatriz Ferreira, que apresenta uma rapariga a mergulhar para o rio Douro, tendo a ponte Luís I como pano de fundo. Deu-se a consagração efetiva da banda, elevando-a um nível de popularidade considerável. O concerto de apresentação ocorreu a 4 de dezembro na discoteca Voxmania (posteriormente Cinema King), seguindo-se as grandes salas de espetáculo do país, como o Coliseu dos Recreios. Jorge Romão recordou a estreia nessa sala emblemática: "Quando fizemos o Coliseu de Lisboa pela primeira vez, no Psicopátria, o Gilberto Gil também ia atuar no Campo Pequeno", o que foi bastante arriscado, provocando os seguintes comentários: "Vocês são loucos! Acabou a vossa carreira!". Romão concluiu que esse álbum é: "Um disco muito tripeiro. Tem uma vivência do Porto em meados dos anos 1980 que, consciente ou inconscientemente, foi levada para o disco e está aí essa definição, começando pela capa, que é um bocado um postal do Porto." Em plena crise de identidade do rock português, os GNR superaram as melhores expectativas dando novo alento à cena musical portuguesa. Alexandre deixou a banda em março de 1987 entrando para o seu lugar Zézé Garcia, proveniente dos Mler Ife Dada. Foi com o afastamento de Alexandre que o papel de Tóli teve um marcante impulso, permitindo-lhe maior destaque, uma vez que passou a ter a possibilidade de deixar ainda mais acentuadamente seu o cunho em todas as músicas que consolidaram o sucesso da banda. Os GNR tinham encontrado a sonoridade compatível com o gosto dos restantes membros.
Foi com a tournée do Psicopátria que batemos todos os nossos recordes. Foram mais de 100 espetáculos. Tocámos em todo o lado, em França, em Espanha. Acima de tudo tocámos muito. Foi a assunção da chamada profissionalização, o momento em que percebemos que a nossa vida ia ser aquilo. Nessa altura arriscámos tocar nos Coliseus, algo que à época estava destinado apenas aos artistas brasileiros como o Caetano Veloso ou Maria Bethânia. Foi um risco muito grande isto de levar a chamada pop rock a esses palcos.—  Rui Reininho confirmou o ponto de viragem  no grupo, com o trabalho Psicopátria.
Em janeiro de 1988 lançaram o máxi single "Vídeo Maria", que causou alguma polémica social com a igreja devido ao tema homónimo. A imprensa nacional advertiu o público, antes do lançamento, que: "Tem uma letra que se admite que venha a causar polémica em meios religiosos católicos" e a prova disso foram os versos: "Ai, ui, atirem-me água benta/ Por parecer latina suponho que o nome dela é Maria/ É casta, eu sei, se é virgem ou não depende da nossa fantasia". A música foi censurada pela Rádio Renascença e pelo canal RTP por alegadas heresias. Na altura da controvérsia os GNR encontravam-se nos Estados Unidos e no regresso Rui Reininho explicou: "Não é, de modo algum, anticatólico, como alguns chegaram mesmo a afirmar. É um tema normal, escrito de forma quase cinematográfica, e quando o escrevi não pensei que fosse gerar qualquer polémica. É lógico que se o tema for proibido de passar na Rádio Renascença ficamos chocados com o facto e lamentamos, apesar de reconhecermos que cada um é livre de se guiar pelo seu critério próprio". Os outros temas que fazem parte do disco são "Homens Temporariamente Sós" e "USA".
No início de 1989 lançaram, sob a orientação do produtor francês Remy Walter, o quinto álbum de estúdio "Valsa dos Detectives", que confirmou a popularidade do grupo com os êxitos "Impressões Digitais", tema de apresentação, e "Morte ao Sol". A capa do disco é da autoria do pintor açoriano Carlos Carreiro. Na opinião de Reininho, este novo trabalho foi: "(...) o álbum mais concetual, está todo feito à volta de uma ideia, talvez influenciado pelas viagens", e acrescentou: "Para mim, este trabalho é uma paixão, pois foi uma entrega bastante grande (...). Tenho orgulho neste disco." O disco conquistou o galardão de prata mas foi criticado o trabalho do produtor. No fim de abril os GNR foram ao Brasil para atuarem em São Paulo e no Rio de Janeiro, incluindo no emblemático Circo Voador. Ainda nesse ano atuaram em várias Queima das Fitas e nos Coliseus com espetáculos estrondosos e com vários elogios da imprensa, entre os quais, o jornal O Primeiro de Janeiro que noticiou: "Os GNR acabaram de bater com a cabeça no teto. Desistam de não o reconhecer, atingiram o estrelato - quatro mil e quinhentas pessoas assistiram a isso mesmo, e outras tantas gostariam de o ter feito."
O livro "Afectivamente GNR", do jornalista do Público Luís Maio, foi editado em setembro de 1989, através da colecção "Rei Lagarto" da Assírio & Alvim. Nesse trabalho pioneiro, com muita informação sobre os primeiros anos da banda, estão relatadas as desavenças desde o início da formação, mesmo com argumentos diferentes, pois foram ouvidos todos os membros que tinham passado pelo grupo e viviam-se ainda os desentendimentos com Rua e a saída recente de Alexandre. Na ótica dos atuais elementos do grupo, trata-se de um livro intriguista, tal como foi expressado nas palavras de Tóli ao revelar o mau estar que provocou entre os membros, quando desabafou: "Não gostei do livro. Não o subscrevo nem gosto quando o vejo. Nem quando me vêm pedir autógrafos com ele. Não retrata nada. Uma coisa é ter um episódio ou outro (das quezílias internas), mas basicamente é só isso. (...) Toda a gente saiu prejudicada, uns mais do que outros." Romão afirmou ainda: "Serviu como máquina de lavar roupa". Reininho subscreveu as opiniões transmitidas e reforçou-as, dizendo: "Acho uma biografia muito falhada. Não contempla, por exemplo, a parte dos espetáculos. Basta isso".

### Disco ao vivo e a ascensão da carreira (1990–1995)
No início da década de 1990, atuaram em Macau, a convite do governo local para a segunda edição do "Festival Rock Macau", que tinha como objetivo a diversidade musical naquele território que ainda se encontrava sob influência do domínio português. Nomes como Xutos & Pontapés, Rádio Macau e Heróis do Mar já haviam atuado nesse festival. Assim, os GNR abriram por duas vezes os concertos dessa edição, em conjunto com os Beyond (grupo de Hong Kong) e com os britânicos T'Pau. Os lucros do festival reverteram a favor de instituições de reabilitação de toxicodependentes.
Ainda nesse mesmo ano deram alguns concertos memoráveis e a intenção de gravar um disco ao vivo ficou na ideia embora limitada devido a questões de qualidade da gravação do som. Para colmatar esse impedimento, resolveram agendar dois concertos no Coliseu dos Recreios, de propósito para o efeito – 30 de abril e 1 de maio – e contrataram os serviços de uma empresa norte americana que trabalhou para grupos como Pink Floyd e Tina Turner, para montarem um sistema de luzes de palco jamais visto em Portugal. O concerto foi transmitido em direto, na primeira noite, pela Rádio Comercial e a gravação de vídeo, pela RTP. Reininho entrou em palco num automóvel, um "Nash" de 1932 (quatro cilindros) e uma sovaqueira para a sua "Smith & Weston 22", contribuindo para criar um imaginário de detetives e gangsters como cenário. E ainda mudou várias vezes de caracterização. Após a realização dos concertos, o vocalista afirmou: "Apesar do mau tempo, oito mil pessoas assistiram aos concertos, cujas gravações estão, segundo os técnicos, bastante aceitáveis", tal como foi constatado com o álbum In Vivo (1990), duplo LP gravado nos fantásticos concertos.
O lado B do vinil continha a faixa "Rapsódia" (medley com as canções Sê Um GNR, Portugal na CEE, Espelho Meu, Twistarte e Piloto Automático) que incluía temas da propriedade de Vítor Rua. O músico exigiu a retirada dos temas do alinhamento mas o álbum saiu na mesma com essas músicas, a 12 de outubro, uma sexta-feira, o que impediu a sua recolha das lojas, provocando que esgotasse imediatamente a primeira edição só nesse fim-de-semana. A contenda entre o guitarrista e a banda era antiga, começou em 1982, quando o músico abandonou o grupo, ou segundo a sua visão, "suspendeu indefinidamente a atividade da formação". Foi neste seguimento que Rui Reininho, António César Machado e Jorge Romão constituíram a sociedade por quotas "GNR – Grupo Novo Rock, Limitada", no Instituto Nacional de Propriedade Intelectual. Com uma atitude oposta à do guitarrista esteve também o fundador Alexandre Soares, que numa entrevista à revista Blitz, confirmou que continuava a dar-se bem com os membros da banda, declarando: "Eu saí para nos darmos bem. Se estivesse lá não estaria a dar, e assim está a dar. Havia muita contenção. E desse modo seria mau para mim e para eles." O disco atingiu o galardão de prata e posteriormente atingiu a dupla platina em 1991. A segunda edição já não contém a polémica faixa "Rapsódia" que foi substituída pelo tema "Homens Temporariamente Sós". Essa disputa atinge o seu auge numa altura em que a banda comemorava dez anos de carreira e realizou um concerto no dia 12 de outubro na Alameda Dom Afonso Henriques, onde estiveram presentes milhares de pessoas que não paravam de chegar, transformando o relvado frente à Fonte Luminosa num autêntico caos equiparado a um campo de batalha, segundo afirmação da imprensa nacional. Pouco depois, a 6 e 7 de dezembro, os GNR tocaram no Coliseu do Porto, mais uma vez com a sala cheia.

Capa de Rock in Rio Douro, o álbum que lançou a banda no estrelato em 1992

No dia 4 de junho de 1992 saiu o sexto álbum de estúdio Rock in Rio Douro, um êxito imediato, e para a sua apresentação, no dia 29 de maio, a banda convidou a imprensa, amigos, colaboradores entre outras figuras do meio musical para um passeio de barco pelo rio Douro, seguido de um jantar nas Caves Sandeman, o mesmo local onde foi gravado o teledisco "Sangue Oculto", tema que contou com a participação de Javier Andreu dos La Frontera. Parte das canções do álbum já tinham sido tocadas na Queima das Fitas em Coimbra, semanas antes. A banda ficou meses sem dar concertos antes da edição desse trabalho, pois dedicou-se exclusivamente à gravação do disco, preparado no Porto, em que a editora teve de garantir os meios necessários numa moradia na Avenida Marechal Gomes da Costa, instalando um estúdio móvel. O disco passou muito na rádio e os concertos sucederam-se. Um tornou-se inesquecível pelo acidente de Reininho, em Albufeira, quando parte do palco cedeu e o cantor caiu de uma altura de três metros, partindo algumas costelas. Motivados pelo sucesso estrearam-se, a 10 de outubro desse ano, como a primeira banda portuguesa a tocar num estádio de futebol, José Alvalade, em Lisboa. Tóli César Machado afirmou à imprensa, momentos antes do concerto: "vão ver a melhor banda de rock português", prometendo um "grande espetáculo". O estádio esteve com a lotação esgotada, cerca de 40 mil pessoas. Contou com a presença da RTP que gravou o concerto para emitir mais tarde e também com a participação dos convidados Javier Andreu para cantar no tema "Sangue Oculto" e Isabel Silvestre, do Grupo de Cantares do Manhouce, que cantou no tema "Pronúncia do Norte". O disco vendeu 94 mil cópias e esteve trinta e oito semanas no top nacional, atingindo o galardão de quatro discos de platina. Em 19 de junho de 1993 dão outro grande concerto no Estádio das Antas, no Porto, onde estiveram mais de 20 mil pessoas e que segundo o grupo, serviu como forma de celebração do primeiro aniversário do disco Rock in Rio Douro.
Em 1994 foram convidados a participar na compilação Filhos da Madrugada cantam José Afonso, de homenagem a José Afonso, com uma versão do tema "Coro dos Tribunais". A 30 de junho decorreu o concerto de apresentação desse projeto em que participaram vários artistas portugueses, contudo, a banda não esteve presente no concerto que foi realizado no Estádio José Alvalade. Ainda nesse ano, a 30 de maio, lançaram o sétimo álbum de estúdio Sob Escuta (1994) que não foi muito bem recebido pela crítica, mas conseguiu vender 35 mil unidades com dois temas marcantes: os singles "+ Vale Nunca" e "Las Vagas". O guitarrista de flamenco Vicente Amigo foi convidado a participar em "Lovenita". O disco produzido pela própria banda foi gravado em fevereiro na Quinta das Camélias, em Leça do Balio, com recurso ao estúdio móvel da Valentim de Carvalho. O guitarrista Zézé Garcia saiu da formação e entrou Alexandre Manaia.
A 8 de julho de 1995 participaram na primeira edição do Festival Super Bock Super Rock na Gare Marítima de Alcântara, em Lisboa, juntamente com os Young Gods e Jesus and Mary Chain.

### Primeira coletânea e a erapop(1996–2000)
Em 1996 celebraram quinze anos de carreira e foi editada a primeira colectânea em duplo CD Tudo o que você queria ouvir - O Melhor dos GNR, que atingiu a platina, com vendas superiores a 40 mil cópias. Inclui os inéditos "Julieta Su & Sida" e "Pena de Morte". A segunda edição alcançou os 80 mil exemplares vendidos e inclui o tema "Corpos" originalmente gravado na compilação "A Cantar Con Xabarín", da Televisión de Galicia. Entretanto, prepararam um concerto no Coliseu de Lisboa, por indisponibilidade do Coliseu do Porto, e para esse concerto convidaram Alexandre Soares e Vítor Rua, que aceitaram o convite. Tóli explicou o motivo do convite da banda a esses dois músicos quando afirmou, após a realização do concerto: "Não os convidamos para chamar pessoas. Nós é que fazíamos questão de os ter connosco, porque tinha acabado de sair um best of para o qual eles tinham contribuído e era justo aparecerem."
Os GNR regressaram aos discos originais, em 31 de março de 1998, com o oitavo álbum de estúdio Mosquito, obtendo novos êxitos como "Tirana", a balada "Saliva" e o tema reggae "Mosquito". De acordo com o ponto de vista do músico compositor: "O Mosquito é um disco mais experimental, no sentido em que é mais confuso, mais manta de retalhos... quisemos arriscar outras coisas."
A 1 de Março de 1999 tocaram ao vivo através da Internet, numa iniciativa inédita. Foram nomeados na categoria de Banda do Ano, para a edição de 1999 dos Globos de Ouro da estação televisiva SIC.
Ainda nesse ano foram convidados a participar no álbum XX Anos XX Bandas, de tributo aos Xutos & Pontapés, com a versão "Quando Eu Morrer". A 20 de março de 2000 editaram o nono álbum de estúdio Popless, do qual saíram quatro singles. O primeiro, "Asas (Eléctricas)", constituiu a versão da banda sonora criada por Tóli para o tele-filme da SIC Amo-te Teresa, que estreou a 11 de janeiro de 2000 e no qual Reininho teve uma breve participação como ator interpretando o papel de um agente da Guarda Nacional Republicana (GNR). O segundo, "Popless", teve o teledisco censurado por alegada publicidade a marcas comerciais. Os restantes singles são "Bem Vindo ao Passado" e "Digital Gaia". Segundo a opinião expressa por Tóli e Reininho, esse disco é: "um disco frágil e mais melancólico, um álbum de canções pop escrito por uma banda para quem a pop tem os dias contados". Reininho acrescenta ainda: "é o disco mais GNR que os GNR fizeram desde há uns bons anos para cá".

### Divergências com a editora, tributo e o trigésimo aniversário (2001–2012)
Em 2001 completaram vinte anos de carreira e, para comemorar, idealizaram alguns projetos novos incluindo a edição de um novo disco. Contudo, algumas divergências com a Valentim de Carvalho fizeram com que os planos tardassem a surgir por incapacidade autónoma da editora, agora multinacional. Essa situação deixou os elementos do grupo frustrados uma vez que nada conseguiram realizar nesse ano e foram obrigados a lançar mais uma coletânea em vez do disco de originais desejado. Foi então lançada, em fevereiro de 2002, Câmara Lenta - 16 Slows do Melhor GNR - Vol.2 a segunda coletânea que reúne as baladas mais emblemáticas do grupo acrescido dos inéditos "Vocês" e "Nunca Mais Digas Adeus". Esse trabalho comemorativo obteve grande sucesso e atingiu o primeiro lugar do top nacional. A 11 de novembro de 2002 chegou às lojas o décimo álbum de estúdio Do Lado dos Cisnes, com o selo da Capitol Records, etiqueta da EMI. O disco marcou uma mudança estrutural dos concertos visto que Tóli passou a tocar guitarra, deixando o lugar de baterista. Um mês após o lançamento, os temas "Sexta-Feira (um seu criado)", "Tu Não Existes" e "Morrer em Português" evidenciaram sucesso nas rádios. Em 2003 editaram em single uma versão acústica do tema "Canadádá", que contou com a participação de Paulinho Moska. Nesse ano a EMI reeditou em box set os álbuns Rock In Rio Douro e Popless, bem como outras coletâneas.
A 27 de março de 2006 foi lançado o álbum de tributo aos GNR, intitulado Revistados 25-06, com temas de referência da banda interpretados por nomes do hip hop, reggae, soul e R&B nacional, tais como NBC, Virgul (Da Weasel), Expensive Soul, Melo D, Guardiões do Subsolo, entre outros. O trabalho celebrou o vigésimo quinto aniversário da banda e teve como convidado especial Tito Romão, na canção "Pós Modernos", um jovem adolescente, baterista, filho do baixista Jorge Romão (co-compositor desse tema). No mês de junho foi lançada a coletânea O Melhor dos GNR - ContinuAcção - Vol.3, em duplo CD, contendo o inédito "Continuação" e uma versão de "Quero Que Vá Tudo Pró Inferno" original de Roberto Carlos, com direito a teledisco. No dia 4 de junho atuaram na segunda edição do Rock In Rio – Lisboa, partilhando o cartaz com artistas como Sting, Anastacia e Corinne Bailey Rae. Ainda em 2006 o grupo realizou concertos importantes, com lotação esgotada, no Coliseu do Porto, a 25 de outubro, e no dia 31, no Coliseu de Lisboa, nos quais foram convidados os músicos The Legendary Tigerman, NBC e Sónia Tavares (The Gift). A 28 de novembro foi reeditado em duplo CD o álbum Independança de 1982, celebrando os 25 anos do lançamento. A edição veio com sete temas extra que não estão incluídos no disco original em vinil: "Portugal na CEE", "Sê Um GNR", bem como os respetivos lados B, e os três temas do maxi "Twistarte" de 1983.
Em 18 de abril de 2008 subiram ao palco do Pavilhão Atlântico com a Banda Sinfónica da Guarda Nacional Republicana (GNR) realizando um espetáculo memorável sob a direção do maestro Tenente Coronel Jacinto Montezo, autor da ideia de realizar esse concerto. Ironicamente foi uma entidade que se insurgiu pelo aparecimento do Grupo Novo Rock (GNR), pelo facto de terem a mesma sigla. "Depois da polémica inicial, quando as altas patentes da Guarda tentaram impedir a utilização da sigla", como recordou Jorge Romão, os GNR atuaram com os cerca de 125 músicos da banda sinfónica daquela força policial, obtendo tal sucesso que repetiu-se em mais ocasiões, caso do estádio de Coimbra, no multiusos de Guimarães, na Expofacic, num evento privado da corporação na Costa da Caparica, no festival Delta Tejo e ainda nas festas de S. João do Porto. Ainda em 2008, Rui Reininho lançou o primeiro disco a solo, intitulado, Companhia das Índias.
O décimo primeiro álbum de estúdio, Retropolitana, foi lançado pela Farol Música a 28 de junho de 2010, e é o primeiro disco a ser lançado fora da EMI. O single extraído foi "Reis do Roque". Foi gravado integralmente no estúdio da própria banda, em Matosinhos, e teve como convidados Rui Lacerda (bateria), Hugo Novo (teclados), Andrew Thorens (guitarra), que também acompanharam a banda ao vivo, e ainda Tito Romão, filho de Jorge Romão, que tocou violoncelo em dois temas das gravações em estúdio. A capa do disco retrata a peça "Sr. Vinho" da artista plástica Joana Vasconcelos. Em 2011 comemoraram os 30 anos de carreira com o álbum Voos Domésticos, entre outras iniciativas. O disco contém 13 versões e o inédito com o mesmo nome do álbum. São temas acústicos conhecidos do repertório da banda que, segundo Tóli, a ideia das versões "surgiu por isso mesmo, para agitar as águas". Teve a produção de Flak, guitarrista dos Rádio Macau. O tema "Cais" foi selecionado para single promocional. No seguimento dos festejos realizaram concertos nos dias 12 e 19 de novembro, nos coliseus, e apresentaram a reedição em CD do disco Defeitos Especiais (1984).
O trabalho de regravarmos coisas de que já não nos lembrávamos, para tirar nota e acordes... Achei piada a ouvir coisas que já não ouvia há anos. Mas há coisas que já não gosto ouvir, são um bocado naifs, não é? Por isso é que gravamos este disco. Algumas que achamos que mereciam ser mexidas, outras que tentamos e não conseguimos, outras que foram complicadas como o "Sangue Oculto", que é muito difícil, porque é um hit. É como o "Dunas", que ainda é pior, nem tentamos. É um disco para que as gerações mais novas possam entrar em contacto com os temas de outrora, embora com uma roupagem ligeiramente diferente. Este disco não é por causa dos 30 anos, coincide com os 30 anos do grupo mas não o fizemos o disco para o a aniversário. Continuamos no ativo, isto não é um comeback, continuamos a fazer digressões (...). Não é aquele aproveitamento, daquelas bandas que já não fazem nada e que de repente voltam."— Tóli fala do processo de produção dos temas e das novas versões em Voos Domésticos.
Em parceria com os periódicos Jornal de Notícias e Diário de Notícias, foi distribuído todas as semanas, durante três meses, todos os álbuns de estúdio da banda a que se juntou uma coletânea de raridades e o DVD 30 anos Anos GNR – Manobras 1981–2011, que reúne imagens de concertos, entrevistas e telediscos. Também em 2011, a Tugaland e o Diário de Notícias lançaram o pacote BD Pop Rock Português - GNR, uma coleção com histórias das 14 melhores bandas do pop e do rock português, com desenhos dos mais prestigiados ilustradores portugueses e acompanhada por uma coletânea com os temas mais marcantes. Por outro lado, o Correio da Manhã lançou a coletânea GNR ‎- Bandas Míticas Vol. 01, editada pela EMI e Levoir, inserido numa coleção inédita sobre vinte bandas que marcaram os últimos cinquenta anos da história da música portuguesa. A direção editorial é de David Ferreira. Em novembro de 2012 foi lançada uma coletânea em edição standard intitulada Concentrado - O Melhor dos GNR, com o selo da EMI, e composta por vinte temas com os maiores sucessos do grupo. Esteve prevista a edição da mesma coletânea numa versão limitada com um DVD com imagens do concerto “GNR 30 anos–Voos Domésticos”, gravado no dia 19 de novembro de 2011 no Coliseu dos Recreios, em Lisboa.

### Independência, retorno aopop rocke primeiro álbum de vídeo (2013–presente)
Em 2013 levaram a palco o espetáculo "Afectivamente", no Centro Cultural de Belém e coliseu do Porto nos dias 14 e 15 de fevereiro, respetivamente.

Logótipo da editora dos GNR, fundada em 2014

 Foi um concerto intimista, como o título indica, e que tinha sido planeado há muito tempo com a particularidade de tocarem sem os instrumentos habituais como clarificou Reininho: "não temos guitarra elétrica, o baixo é um diferente e porque a parte das teclas tem eletrónica. Como o som é menos intenso, há mais intimidade, mais diálogo", concluiu. No ano de 2014 a banda fundou a editora independente "IndieFada", na cidade de Matosinhos. O financiamento da editora esteve a cargo exclusivamente dos elementos Tóli César Machado, Rui Reininho e Jorge Romão e a sua criação surgiu da necessidade dos GNR terem a independência há muito desejada, deixando assim de dependerem de terceiros na gravação e edição dos trabalhos discográficos. Na criação do nome da editora esteve um desafio, lançado em agosto de 2014, aos fãs seguidores da página do facebook da banda e as várias propostas que foram sugeridas ajudaram o vocalista a encontrar inspiração para criar o nome IndieFada. Pouco depois, a 5 de novembro, foi divulgado o logótipo da editora. Na estrutura da empresa destaca-se o papel de Tóli César Machado como principal responsável pela direção artística, ao mesmo tempo que acumula as funções habituais da composição musical nos GNR.
A 12 de janeiro de 2015 foi gravado o décimo segundo álbum de estúdio Caixa Negra e lançado nos escaparates a 23 de março. O disco contém nove inéditos e recupera o tema "Desnorteado", de 1984, numa nova versão. Na análise de Tóli, a elaboração desse novo trabalho foi "um bocadinho voltar ao início, com menos convidados, e retomamos o som dos GNR, aquelas marcas da banda, nas baterias, nas guitarras, um som mais limpo, com menos instrumentos". Num retorno à sonoridade pop rock, o músico acrescentou: "O facto de termos ido só nós os três para estúdio era importante. Um pouco o regresso ao passado." Foram extraídos os singles "Cadeira Eléctrica", como tema de apresentação, a 5 de dezembro de 2014, "Caixa Negra" a 25 de setembro de 2015, e por fim, a 4 de julho de 2016, a balada "Dançar SOS" presenteou os fãs com um teledisco do envolvente dueto entre Reininho e Rita Redshoes. Caixa Negra foi ainda lançado no formato vinil, no dia 18 de abril de 2015, inserido no evento Record Store Day. Os GNR regressaram assim à edição em vinil, desde o álbum Sob Escuta de 1994, numa tiragem limitada a 250 cópias pela Rastilho Records. No mês de setembro a revista Blitz distribuiu o CD Afectivamente ao Vivo (2015), gravado no dia 22 de maio no Theatro Circo em Braga. O álbum apresenta dezoito faixas acústicas que revelam um espetáculo intimista, semelhante aos concertos realizados em 2013. Para Tóli, trata-se de um disco "de palco" e era o que a banda gostaria de ter gravado na altura dos Voos Domésticos, mas reconhece que "temos agora a oportunidade de fazer aquele disco que já queríamos que tivesse saído. E agora já é mais atual." No dia 23 de outubro regressaram ao Coliseu do Porto para um concerto que contou com as participações de Tim, Rita Redshoes, dos trompetistas Ivo Rodrigues e Bento Aruda, Los Cavakitos e ainda do futebolista Helton.

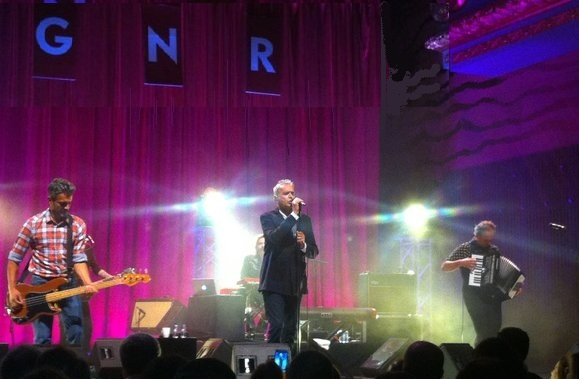
Mini concerto de apresentação da biografia oficial dos GNR, na Casa da Música, em 2016.

 Em 2016 comemoraram o 35º aniversário e no dia 9 de março realizaram um concerto no Teatro Rivoli, no Porto, inserido no festival "Porto Best Of" – ciclo musical dirigido às bandas portuenses com o objetivo de apresentarem o álbum mais emblemático – e os GNR tocaram na íntegra o trabalho Psicopátria (1986). A 25 de junho reuniram-se mais uma vez nas festas de S. João, no Porto, com a Orquestra Sinfónica da Guarda Nacional Republicana (GNR), um concerto há muito esperado na cidade invicta. Tornaram a tocar na íntegra o álbum Psicopátria, dessa vez no festival Super Bock Super Rock no dia 16 de julho. A 20 de setembro foi lançada a biografia oficial da banda, na Casa da Música, no Porto, com o título GNR–Onde nem a Beladona Cresce, com edição da Porto Editora e autoria do jornalista do jornal Público, Hugo Torres. O livro inclui ainda um mini CD com o inédito "O Arranca-Coração". No dia 12 de novembro gravaram um concerto especial no Campo Pequeno com os convidados Isabel Silvestre, Javier Andreu e Rita Redshoes de que resultou o digipack Os Primeiros 35 Anos ao Vivo, constituído por 26 temas gravados em dois CD e DVD, apresentado no dia 6 de fevereiro de 2017. Como bónus no DVD incluem o histórico concerto de Alvalade em 1992. O single de apresentação foi o tema "Morte ao Sol". Rui Reininho refere que "este DVD faltava-nos na nossa coleção, não paravam de nos instigar e era o único formato que faltava". A 11 de fevereiro de 2017 encerraram a digressão dos trinta e cinco anos com um concerto no Coliseu do Porto. O espetáculo integrou novamente os convidados que acompanharam a banda em palco nos espetáculos no Campo Pequeno.
A 1 de Outubro de 2018, Dia Mundial da Música, os GNR divulgaram através das redes sociais o novo tema “Quem?”. Para o letrista e vocalista da banda, a canção "é uma afirmação para quem não duvida que este percurso musical se fez de ondas de rádio, montanhas russas de estradas e centenas de palcos por esses mundos fora e círculos fechados nos discos, vídeos e CDs e hoje também em streaming". O tema foi apresentado ao vivo pela primeira vez na rádio M80, no dia 8 de outubro. O teledisco, filmado no Porto, foi realizado por Marco Oliveira e teve a participação da atriz Mikaela Lupu.

## Discografia

### Álbuns de estúdio
- Independança (1982)
- Defeitos Especiais (1984)
- Os Homens Não Se Querem Bonitos (1985)
- Psicopátria (1986)
- Valsa dos Detectives (1989)
- Rock In Rio Douro (1992)
- Sob Escuta (1994)
- Mosquito (1998)
- Popless (2000)
- Do Lado dos Cisnes (2002)
- Retropolitana (2010)
- Caixa Negra (2015)

## Membros
| Integrantes - Toli César Machado – guitarra, teclas, acordeão, bateria (1980-presente) - Rui Reininho – vocal (1981-presente) - Jorge Romão – baixo, vocal de apoio (1983-presente) | Banda de suporte - Samuel Palitos - bateria (2015-presente) - Ben Monteiro - guitarra, teclas (2024-presente) |

Ex-integrantes
- Mano Zé – baixo (1980-1981)
- Vítor Rua – baixo e guitarra (1980-1983)
- Alexandre Soares – guitarra (1980-1987)
- Miguel Megre – teclas (1981-1985)
- Nuno Rebelo – baixo (1982)
- Manuel Ribeiro – teclas (1985-1989)
- Zezé Garcia – guitarra (1987-1994)
- Telmo Marques – teclas (1989-2006)
- Alexandre Manaia - guitarra (1994-1998)
- António Mão de Ferro – guitarra (1998-2007)
- Ruka Lacerda – bateria (2006-2015)
- Hugo Novo – teclas (2006-2015)
- Andrew "Andy" Torrence – guitarra (2007-2015)
- Jorge Oliveira – bateria (2012-2014)
- Tiago Maia – guitarra (2015-2018)
- Paulo Borges – teclas (2015-2019)
- Marco Nunes – guitarra (2018-2019)
- Rui Maia - guitarra, teclas (2019-2023)